# Christian Friedl (General)
Christian Hubert Friedl (* 3. April 1971) ist ein Brigadegeneral des Heeres der Bundeswehr und seit August 2025 Kommandeur der Pionierschule.

## Leben

### Ausbildung und erste Verwendungen
Friedl trat 1990 beim Pionierbataillon 210 in der Funkkaserne in München in die Bundeswehr ein und absolvierte bis 1992 als Offizieranwärter die Offizierausbildung zum Offizier des Truppendienstes der Pioniertruppe unter anderem beim Pionierbataillon 210 und beim Pionierlehrbataillon 220 in der Funkkaserne in München. Anschließend war er bis 1993 Zugführer in der Panzerpionierkompanie 120 in der Schweppermann-Kaserne in Kümmersbruck bei Amberg und studierte bis 1997 Bauingenieurwesen an der Universität der Bundeswehr München in Neubiberg bei München. Nach dem Ende des Studiums war Friedl bis 1998 Zugführer im Pionierbataillon 4 in der Graf-Aswin-Kaserne in Bogen und bis 2001 Kompaniechef der 2. Kompanie des schweren Pionierbataillons 12 in der Mainfranken-Kaserne in Volkach. 2002 nahm er am Engineer Captains Career Course am United States Army Maneuver Support Center in Fort Leonard Wood in Missouri in den Vereinigten Staaten teil, bevor er bis 2003 Hörsaalleiter an der Pionierschule in der Pionierkaserne auf der Schanz in Ingolstadt wurde.

### Dienst als Stabsoffizier
Von 2003 bis 2005 absolvierte Friedl den 46. Generalstabslehrgang Heer an der Führungsakademie der Bundeswehr in Hamburg, wo er zum Offizier im Generalstabsdienst ausgebildet wurde. Es schloss sich bis 2007 die Generalstabsausbildung an der École Militaire am Collège interarmées de Défense in Paris, bevor er bis 2009 Stabsoffizier G3 (Ausbildung und Übung) im Heeresamt in der Konrad-Adenauer-Kaserne in Köln wurde. Von 2009 bis 2011 war er Chef des Stabes der Panzergrenadierbrigade 37 in der Wettiner Kaserne in Frankenberg/Sachsen und anschließend bis 2013 Bataillonskommandeur des Panzerpionierbataillons 701 in der Pionier-Kaserne in Gera. 2013 wurde Friedl Referent für Grundsatzangelegenheiten und Konzeption im Referat III 5 der Abteilung Strategie und Einsatz (SE) im Bundesministerium der Verteidigung (BMVg) im Bendlerblock in Berlin und 2014 Referent Strategische Steuerung und Rüstung im Staatssekretär-Büro von Katrin Suder im BMVg in Berlin. Von 2016 bis 2018 war Friedl Abteilungsleiter G3 der 10. Panzerdivision in der Balthasar-Neumann-Kaserne in Veitshöchheim. Von 2018 bis 2019 war er Lehrgangsteilnehmer am Centre des hautes études militaires in Paris und von 2020 bis 2023 Referatsleiter für zentrale Aufgaben und Controlling der Abteilung Strategie und Einsatz im BMVg in Berlin.

### Dienst als General
Ab dem 17. Juli 2023 war Friedl Brigadekommandeur der Deutsch-Französischen Brigade in der Robert-Schuman-Kaserne in Müllheim im Markgräflerland. Seit dem 1. August 2025 ist er Kommandeur der Pionierschule in Ingolstadt.

## Privates
Friedl ist verheiratet und hat zwei Kinder.